# روي باري
روي باري (بالإنجليزية: Roy Barry)‏ (19 سبتمبر 1942 بإدنبرة في المملكة المتحدة - ) هو مدرب كرة قدم ولاعب كرة قدم بريطاني في مركز الدفاع. لعب مع دونفرملين أثلتيك وكريستال بالاس وكوفنتري سيتي ونادي هيبرنيان وهارت أوف ميدلوثيان ونادي إيست فيف.

## وصلات خارجية
- روي باري على موقع قاعدة بيانات كرة القدم.إي يو (الإنجليزية)